# Blåbärssnäcka
Blåbärssnäcka (Zoogenetes harpa) är en snäckart som först beskrevs av Thomas Say 1824.  Blåbärssnäcka ingår i släktet Zoogenetes och familjen grässnäckor. Arten är reproducerande i Sverige. Inga underarter finns listade i Catalogue of Life.